# Love Machine 2
Love Machine 2 ist eine österreichische Filmkomödie von Andreas Schmied aus dem Jahr 2022 mit Thomas Stipsits, Julia Edtmeier und Ulrike Beimpold. Der österreichische Kinostart war ursprünglich für den 28. Jänner 2022 geplant und wurde auf den 6. Oktober 2022 verschoben. Es handelt sich um die Fortsetzung von Love Machine (2019). ORF-Erstausstrahlung war am 15. April 2024.

## Handlung
Georg „Georgy“ Hillmaier ist wieder Single. Nach einem Thailand-Aufenthalt, wo er als Mönch gelebt hat, kehrt er nach Wien zurück. Georgy ist pleite, ohne Job und ohne Bleibe. Zudem erfährt er, dass er während seines zweijährigen Auslandsaufenthaltes Vater des 18 Monate alten Waldemars geworden ist. Dessen Mutter Jadwiga hat mittlerweile die Fahrschule übernommen.
Georgys Schwester Gitti betreibt das Lovebird, ein Bordell für Damen. Gitti muss erkennen, dass sie sich damit etwas übernommen hat und nicht alles alleine schafft. Sie holt daher ihre frühere Chefin Josefine Ferstl, die Geld von ihrer Mutter geerbt hat, als Mitgesellschafterin ins Boot. Georgy unterstützt Gitti mit seinem Know-how als Callboy und hilft bei der Auswahl und Einschulung der neuen männlichen Mitarbeiter, darunter Adriano, Marvin, Lukas und Ivo.
Als ein Inkassobüro von Gitti 80.000 Euro fordert, fängt Georgy wieder als Callboy im Lovebird zu arbeiten an. Parallel dazu kommen sich Georgy und Jadwiga wieder näher. Nachdem Georgy wegen fehlender Babysitter seiner Kundinnen auch als Babysitter eingeteilt wird, kommt ihm eine neue Geschäftsidee. Georgy, Gitti und Josefine eröffnen das Lovebird als Kinderbetreuungseinrichtung neu.

## Produktion und Hintergrund
Die Dreharbeiten fanden an 30 Drehtagen ab dem 14. Juni 2021 in Wien, Niederösterreich und Thailand statt. Drehort war unter anderem das ehemalige Einkaufszentrum Bloomfield/Leoville in Leobersdorf, wo die Kulissen und Räume für das Hauptmotiv, das Lovebird, aufgebaut wurden und an 15 Tagen gedreht wurde.
Das Budget betrug etwas mehr als drei Millionen Euro. Unterstützt wurde der Film vom Österreichischen Filminstitut, vom Filmfonds Wien und von Filmstandort Austria, beteiligt war der Österreichische Rundfunk. Produziert wurde der Film von der Allegro Film, den Verleih übernahm Filmladen.
Die Kamera führte Anna Hawliczek. Für den Ton zeichneten Sergey Martynyuk verantwortlich, für das Kostümbild Monika Buttinger, für die Maske Daniela Skala und für das Casting Nicole Schmied. Ein Trailer wurde im Juni 2022 veröffentlicht.

## Rezeption
Laut Film Austria bzw. Österreichischem Filminstitut war diese Produktion in Österreich mit Stichtag 12. Dezember 2022 unter den besucherstärksten österreichischen Filme des Jahres 2022 mit 43.703 Kinogängern auf dem vierten Platz.

## Auszeichnungen und Nominierungen
Romyverleihung 2023
- Auszeichnung in der Kategorie Beliebtester Schauspieler Film (Thomas Stipsits)[14]